# Adelheidstraße 1 (Quedlinburg)

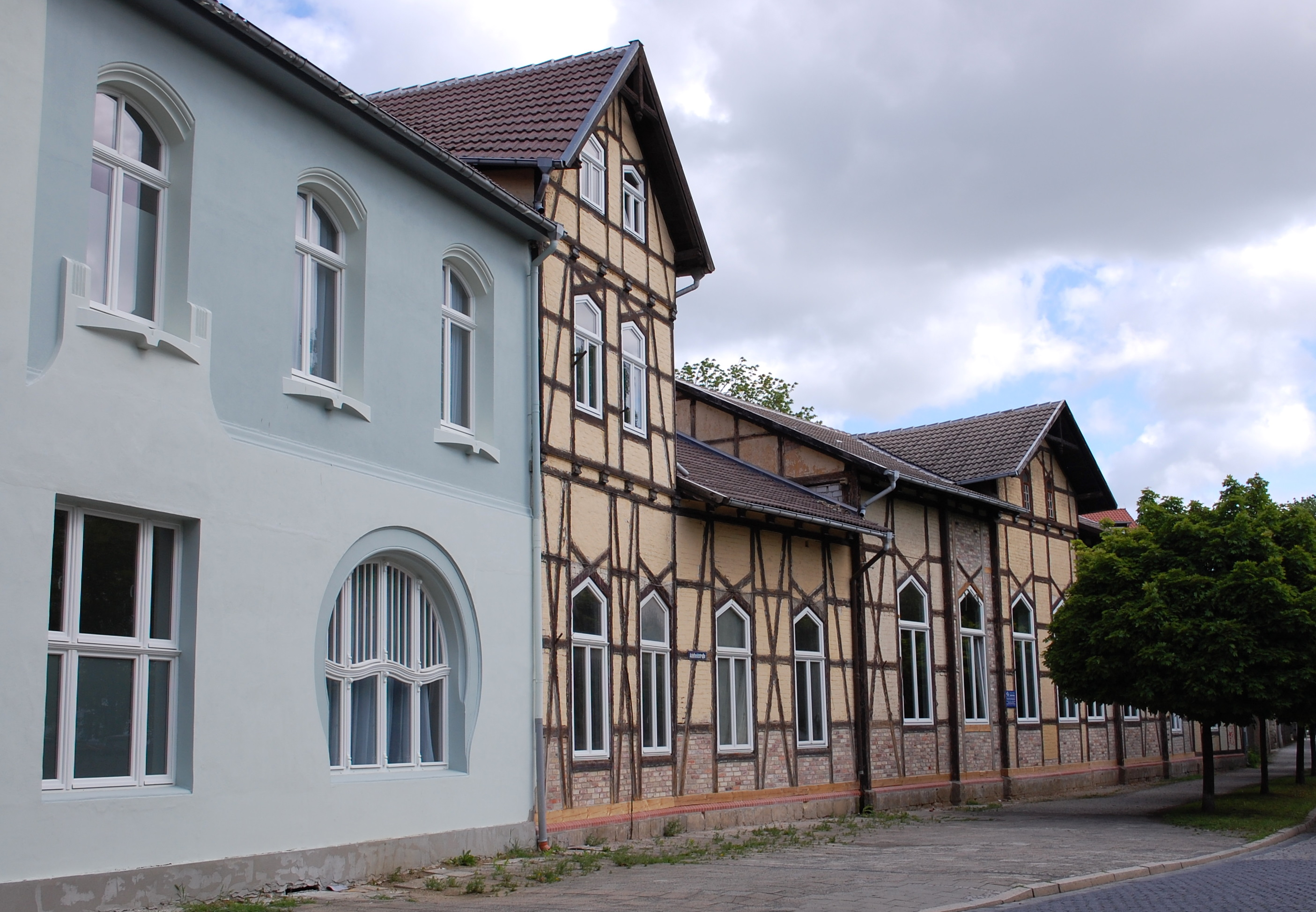
Adelheidstraße 1, links der Jugendstil-Anbau des Jahres 1903

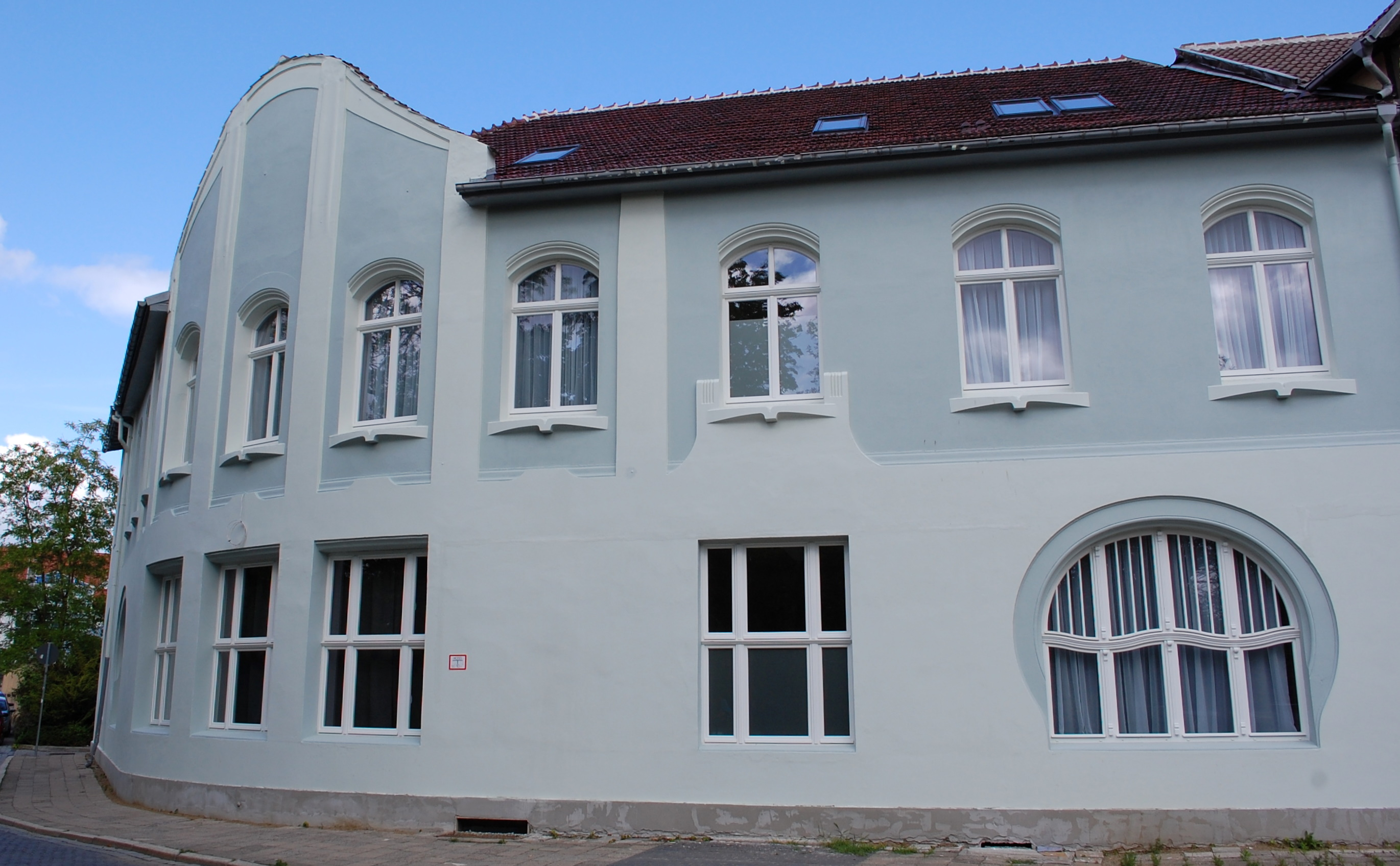
Jugendstil-Anbau

Das Haus Adelheidstraße 1 ist ein denkmalgeschützter ehemaliger Gasthof in der Stadt Quedlinburg in Sachsen-Anhalt.

## Architektur und Geschichte
Die Anlage befindet sich nördlich der Bode und entstand als Fachwerkhaus etwa 1850, damals noch vor der eigentlichen Stadt Quedlinburg gelegen. Südlich des Hauses führt der gleichfalls denkmalgeschützte Itschensteg über die Bode. Im Quedlinburger Denkmalverzeichnis ist das Gebäude als Gasthof eingetragen.
Zunächst entstand der mittlere eingeschossige Gebäudeteil, der über einen nicht mittig angeordneten dreigeschossigen Giebel verfügt. 1872 ließ der Wirt R. Haustein einen Konzertsaal anbauen. Der eingeschossige Bau zieht sich traufständig entlang der Straße. Ein weiterer Anbau fand 1883 statt. Eigentümer war C. H. Richter. In seinem Auftrag fügte der Baumeister Robert Riefenstahl an der Nordseite eine Veranda an. Später wurde sie zu einem geschlossenen Raum abgebaut.
Das Fachwerk befindet sich auf einem Gebäudesockel. Im Fachwerk des unteren Geschosses finden sich das gesamte Stockwerk einnehmende Andreaskreuze. Es besteht eine leicht, allerdings kaum noch wahrnehmbare Auskragung des oberen Stockwerks.
Nach Planungen des Architekten Max Schneck wurde 1903 an der Westseite ein massiver zweigeschossiger Gebäudeteil in der Gestaltung des Jugendstils durch die Casino-Gesellschaft Quedlinburg angefügt.
Ab 1913 folgten wechselnde Eigentümer und eine Nutzung des Komplexes als Kontor. Nach einer Nutzung als Firmen- und Schulgebäude (für Erwachsenenbildung) Ende des 20. Jahrhunderts wurde zu Beginn des 21. Jahrhunderts ein Hotel und ein Restaurant in das Gebäude integriert.